# Dineutus sinuosipennis
Dineutus sinuosipennis es una especie de escarabajo del género Dineutus, familia Gyrinidae. Fue descrita científicamente por Laporte de Castelnau en 1840.
Habita en Madagascar, Comoras y Mayotte.